# Обыкновенный дискус
Обыкновенный дискус (лат. Symphysodon discus) — тропическая пресноводная лучепёрая рыба из семейства цихлид. Популярная аквариумная рыба.

## Описание
Длина тела достигает 14 см, масса — 168 г. Форма тела дисковидная, тело округлое и сильно сжатое с боков. Половой диморфизм отсутствует.

## Ареал и места обитания
Обитает в тропических реках Южной Америки: в акватории бассейна Амазонки, ограниченной низовьями рек Риу-Негру, Тромбетас, Абакашис и некоторых других приток реки Мадейра, бассейнами рек Ньямунда и Уатума. Интродуцирован в США и на Филиппинских островах.
Пресноводный бентопелагический вид, обитающий в водах с температурой +26…+30 °С и pH = 4,2 — 6,2. Живёт в основном в чистых и спокойных водах, плавает медленно.

## Питание
Питается червями, ракообразными, насекомыми и растительностью.

## Размножение
Обыкновенный дискус имеет сложное репродуктивное поведение, включающее конкуренцию за территорию и партнеров, ухаживание и заботу о потомстве. Самцы создают гнездовые территории, используя водные растения с широкими листьями, которые привлекают самок. Более агрессивно защищающие свои территории самцы получают приоритет в ухаживании за самками. Ухаживание дает возможность выбора партнера, а также выполняет несколько других взаимно совместимых функций, таких как ориентация на место нереста и синхронизация действий при нересте таким образом, что гаметы высвобождаются одновременно. Самки откладывают несколько сотен икринок на камни или растения. Оба родителя защищают икринки и личинок. Личинки в течение первых нескольких дней жизни питаются слизью, обильно выделяющейся на боках тела и плавниках родителей. Эта слизь имеет гранулированную структуру. Гистологические исследования показали, что она секретируется многочисленными крупными слизистыми клетками в эпидермисе гипертрофированной кожи взрослых рыб.
Личинки питаются секретом на теле обоих родителей поочерёдно. Когда слизь на одном из родителей заканчивается, он подплывает к другому, становится параллельно к нему и своего рода встряхивается. Этим движением он «стряхивает» с себя молодь, которая после этого перемещается к другому родителю, на котором много слизи.

## Классификация
Один из 3 видов дискусов, амазонского рода цихлид.

## Хозяйственное значение
Широко используется в декоративном аквариумном рыбоводстве.